# Ruta 116 (Costa Rica)
La Ruta 116, oficialmente Ruta Nacional Secundaria 116, es una ruta nacional de Costa Rica ubicada en la provincia de Heredia.

## Descripción
En la provincia de Heredia, la ruta atraviesa el cantón de Santo Domingo (los distritos de Santo Domingo, Santo Tomás, Tures), el cantón de San Rafael (los distritos de San Rafael, Concepción), el cantón de San Isidro (el distrito de San Isidro).